# 陳英宗
陳英宗（ちんえいそう、ベトナム語：Trần Anh Tông / 陳英宗）は、陳朝大越の第4代皇帝。名は陳 烇（ベトナム語：Trần Thuyên / 陳烇）または陳 日㷃（ベトナム語：Trần Nhật Sáng / 陳日㷃）とも。

## 生涯
第3代皇帝・仁宗の長男。重興8年2月3日（1292年2月22日）に皇太子に立てられ、翌重興9年3月9日（1293年4月16日）に父から譲位されて即位した。若年ではあったが太上皇となった父と宿将の興道王陳国峻（母の欽慈皇后陳氏楨の父）の補佐などがあって、前半の治世は安定していた。陳国峻の進言により、長年敵対関係にあったチャンパ王国と和睦している。興隆8年（1300年）に陳国峻が死去した際には自ら病床を訪れて国策を尋ねるなどしているほどであった。このとき、陳国峻は英宗に対して礼を述べた上で、「軍を団結させ、民に寛容に接し、その力を養えば大業はなせるでしょう」と述べたとされる。
陳国峻の死後は親政を開始し、チャンパ王ジャヤ・シンハヴァルマン3世に対して妹の玄珍公主を嫁がせ、その代償としてチャンパ領であった烏州と里州の割譲を受けるなど、あくまで友好関係を重視した外交戦を展開した。しかし興隆15年（1307年）にジャヤ・シンハヴァルマン3世が急死すると、その子のジャヤ・シンハヴァルマン4世は大越との友好関係を破棄した上に割譲した烏州と里州を奪還しようと策動し始めた。これに激怒した英宗はチャンパに親征し、ジャヤ・シンハヴァルマン4世を捕らえて都の昇龍に連行した。傀儡としてその弟のジャヤ・シンハヴァルマン5世を立て、チャンパを属国化させた。
興隆22年3月18日（1314年4月3日）、四男の陳奣に譲位して太上皇となる。大慶7年3月16日（1320年4月24日）、天長府重光宮において死去、享年45。
治世前半は陳国峻という名臣に恵まれていたからであるが、後半は明らかに自身の秀でた才覚による成功が大きい。英宗の代には陳国峻の他にも阮忠彦や范五老らの名臣に恵まれ、また自身の文化的理解が深かったことから文化面でも大いに発展するなど、陳朝の全盛期が創出された時代であった。